# Léa Passion : Bébés
Léa Passion : Bébés (Imagine Babies en Europe, Imagine Babyz en Amérique du Nord) est un jeu vidéo de simulation développé par Visual Impact et édité par Ubisoft sur Nintendo DS en 2007. Le joueur y incarne une jeune fille charger d'être baby-sitter pour six bébés.

## Accueil

### Critique
- IGN : 3,5/10[1]
- Jeuxvideo.com : 10/20[2]

### Ventes
Le site VG Chartz estime les ventes du jeu à 2,87 millions d'exemplaires.